# Altamira (album)
Altamira è un album di Mark Knopfler ed Evelyn Glennie, pubblicato nel 2016 dalla British Grove Records. Il disco contiene la colonna sonora dell'omonimo film di Hugh Hudson.

## Tracce
Le musiche sono di Mark Knopfler, salvo dove indicato.
1. Altamira – 2:59
2. Maria – 3:33
3. Dream of the Bison – 2:52 (musica: Evelyn Glennie)
4. By the Grave – 2:00
5. Onward – 2:01
6. Marcelino's Despair – 2:27
7. Farewell to the Bison – 2:21 (musica: Evelyn Glennie)
8. This Is Science – 1:59
9. Glory of the Cave – 2:07
10. Farewell to Altamira – 3:34

Durata totale: 25:53

## Musicisti
- Mark Knopfler – chitarra acustica
- Evelyn Glennie – marimba, vibrafono e strumenti a percussione
- Guy Fletcher – armonium e tastiere
- Caroline Dale – violoncello solista
- Christine Pendrill – corno inglese
- Michael McGoldrick – flauto traverso irlandese e low whistle
- Orchestra d'archi costituita da undici violini, quattro viole, quattro violoncelli e un contrabbasso